# 美国联邦制
在美国，联邦制是宪法规定的州政府与联邦政府之间的权利划分。自美国建国以来，特别是南北战争结束后，权力从各州转移到了联邦政府。联邦制在美国的发展经历了二元联邦制、合作联邦制和新联邦制等过程。

## 早期联邦制
联邦制是一种政治组织形式，旨在区分各州并将它们联合起来，并在不同层级分配不同类型的决策权，以在总体结构中实现一定的政治独立。 联邦制是针对《邦联条例》问题的政治解决方案，因该条例赋予联邦政府极少的权力。例如，条例授予大陆会议签署合约及宣战的权力，但却未同意可以提高税收来支付军费，并且所有重大决定都需要一致投票。 1786年到1787年发生的谢司叛乱是一起由马萨诸塞州西部自耕农所发动的武装起义，其极大地推动了联邦制运动的发展。谢司叛乱的根本原因在于经济不景气，而部分原因则是由于联邦政府无力有效处理独立战争时期的债务问题。此外，在这次叛乱也证实了联邦政府无法组建军队来平息叛乱，因此马萨诸塞州政府不得不自行组建军队来镇压。
1787年5月15日，55名代表在费城州议会大厦召开了后来的制宪会议。在这里，代表们讨论了联邦制的结构、条款与限制；这些都构成了后来的《美国宪法》。这是联邦主义思想在美国的明显发展。 而在这之前的一些事例，例如《弗吉尼亚权利法案》，都影响了与会代表们。他们因此提出了联邦两院制立法机关（美国国会）、小州和大州的平衡代表权（伟大妥协）及制衡结构等想法。 詹姆斯·麦迪逊在给代表们的一份会前备忘录中指出，因为“人们很难指望州立法机构对国家事务采取开明的看法”，所以需要一个更强大的中央政府。 麦迪逊后来在《联邦党人第10篇》中提到了他对联邦政府的支持，他写道“构成多数的人数越少，他们所处的范围越小，他们就越容易协调一致并执行他们的压迫计划。而扩大范围，你就会吸收更多不同的政党和利益；你就会降低整体大多数人具有侵犯其他公民权利的共同动机的可能性。”
制宪会议已经开始改变其最初的计划，但后来决定放弃继续修订的努力，并正式着手制定新的《美国宪法》。由于乔治·华盛顿把他的声望赋予了宪法，也由于宪法支持者的聪明才智和组织能力，宪法在所有州得到了批准。即将完成使命的邦联议会安排了新政府的选举，并将1789年3月4日定为新政府上台的日期。而当会议结束并公布宪法供公众使用，联邦党和反联邦党运动很快就开始在当地报纸和部分媒体上宣传他们不一致的信仰。 对新宪法最有力的辩护是《联邦党人文集》，它汇集了85篇匿名文章，在纽约市出版，目的是说服纽约州人民投票批准新宪法。这些文章由亚历山大·汉密尔顿和詹姆斯·麦迪逊撰写，约翰·杰伊也贡献了一些内容。这些文章探讨了新宪法提案的好处，并分析了宪法各条款背后的政治理论和功能。《联邦党人文集》迄今仍然是美国历史和政治学中最重要的文献之一。
那些反对新宪法的人被称为反联邦党人。他们通常以地方性而非国际性的视角看待问题，以种植园和农场为导向而不是商业或金融，并希望拥有强大的州政府和弱势的中央政府。根据政治学家詹姆斯·威尔逊的说法，反联邦党人“更加致力于强大的州政府和软弱的国家政府……他们认为，一个强大的国家政府将远离人民，并会利用其权力来消灭或吸收本应属于各州的职能。” 反联邦党人的批评很快集中在缺乏权利法案上，而联邦党人在批准公约时承诺提供该法案。华盛顿和麦迪逊亲自承诺考虑修正案，他们意识到有必要减少第二次制宪会议的压力，因为第二次制宪会议可能会彻底改变和削弱新联邦政府。麦迪逊提出的修正案赋予个人比州更多的权利，这引起了反联邦党人对转移的批评。
1789年，国会向各州提交了十二条修正案。其中10条修正案由国会委员会撰写，于1791年12月15日获得通过并成为美国权利法案。 第十修正案为美国联邦制制定了指导方针。

### 联邦党
第一次联邦主义运动实现了推动新宪法制订的目标后，一个正式的联邦党成立了，但两者的目标略有不同。联邦党的政策基于亚历山大·汉密尔顿及其盟友们的政治理念，即建立强大的国家政府、宽松的宪法结构以及商业（而不是农业）经济。随着时间的推移，坚持这些政策的派别组织起来，成立了美国第一个政党——联邦党，这场运动的焦点和命运开始追随它所产生的政党的焦点和命运。
虽然1780年代的联邦主义运动和联邦党是不同的实体，但它们之间的联系不仅仅是一个共同的名称。联邦党的反对派杰斐逊党或民主共和党强调担心强大的国家政府会对人民的自由构成威胁。他们强调，新政府创造的国债将使国家破产，联邦债券持有人的偿付是通过向诚实的农民和工人征收的税款来支付的。这些主题引起了反联邦党人的共鸣，他们反对1780年代的联邦主义运动。正如诺曼·里斯乔德为弗吉尼亚州记录的那样，1788年宪法的支持者中，69%加入了联邦党，而几乎所有反对者（94%）加入了民主共和党。托马斯·杰斐逊在弗吉尼亚州的支持者中有71%是前反联邦主义者，他们仍然恐惧中央集权政府，而几年前只有29%是宪法的支持者。简而言之，几乎所有联邦主义运动的反对者都变成了联邦党的反对者。然而，作为宪法最坚定的支持者之一和第一次联邦主义运动的成员之一，詹姆斯·麦迪逊成为了杰斐逊主义者。
随着公开的联邦党人约翰·亚当斯当选为总统，这场运动达到了顶峰。然而，随着亚当斯在1800年选举中的失败和汉密尔顿的去世，联邦党开始陷入了长期的衰落并再也没有恢复过来。最终终结联邦党的是1814年的哈特福会议，在这次会议上，新英格兰的五个州聚集在一起，讨论了几项宪法修正案，以保护新英格兰在1812年战争期间被英国封锁港口时的利益。在这些秘密会议上，也有人提出了脱离联邦的威胁。三名代表被派往华盛顿特区，就新英格兰的条款进行谈判，结果却发现《根特条约》的签署并结束了美国与英国的战争。 在全国范围内，民主共和党人利用在新奥尔良取得的巨大胜利，嘲笑联邦党人是懦夫或失败主义者。此后，联邦党人与哈特福德会议的不忠和狭隘联系在一起，并作为一股政治力量被摧毁。

## 马歇尔时期
19世纪初，首席大法官约翰·马歇尔领导下的美国最高法院在界定联邦政府和州政府的权力方面发挥了重要作用。由于《美国宪法》没有具体规定政府层级之间的许多分界线，最高法院在纽约解决了这一问题。尤其是在麦卡洛克诉马里兰州案中得到了特别解答。在该案中，最高法院一致裁定各州不能对被认为合法且适当的联邦机构征税。而在吉本斯诉奥格登案中，美国国会被确认对州际商业拥有控制权；这是根据商业条款而不是各州法规。以及马伯利诉麦迪逊案，这广泛扩大了国家政府的权力。 马歇尔法院在联邦制下赋予各州权力的一个著名例子是巴伦诉巴尔的摩案，该案导致马歇尔法院一致得出第五修正案仅适用于联邦政府而不适用于各州的判决。

## 二元制时期
尽管约翰·马歇尔强力支持联邦政府，但是他的继任者罗杰·托尼所领导的美国最高法院却在判决上倾向于同样强力的联邦政府和州政府。这一时期的基本理念是，美国联邦政府应该被限制在《美国宪法》列举的权力范围内，而所有其他权力都属于各州。宪法没有赋予美国政府的任何权力都通过第十修正案移交给各州。
二元联邦制对美国的社会问题产生了重大影响。斯科特诉桑福德案就是一个例子，说明了托尼的二元联邦制如何助长了紧张局势并最终导致了内战的爆发。二元联邦制对美国社会影响的另一个例子是普莱西诉弗格森案的裁决。二元联邦制使美国联邦政府无法在道德问题上立法，这是一个必须由各州决定的问题，因此“隔离但平等”可以存在。
最后，在二元联邦制即将结束的时候，第十六和第十七修正案都加强了国家政府的权力，并将州和联邦的权力分开。

### 脚注
1. 1 2  . Stanford Encyclopedia of Philosophy Archive. 2018-06-07  [2023-07-16]. （原始内容存档于2023-06-26）.
2. ↑  Gerston 2007，第24–25頁.
3. ↑  . History Channel. A&E Television Networks, LLC. 2023-06-20  [2023-07-16]. （原始内容存档于2019-12-20）.
4. ↑  . The Library of Congress.   [2023-07-16]. （原始内容存档于2023-06-26）.
5. ↑  . The Online Library of Liberty. Liberty Fund, Inc.   [2023-07-16]. （原始内容存档于2023-07-28）.
6. ↑  Gerston 2007，第26頁.
7. ↑  . The Library of Congress.   [2023-07-16]. （原始内容存档于2023-07-17）.
8. ↑  . American Political Science Review (American Political Science Association). 1961-12, 55 (4): 799 – 816  [2023-07-16]. ISSN 0003-0554. JSTOR 1952528. doi:10.2307/1952528.
9. ↑  Kenneth T. Jackson; New York Historical Society. . Yale University Press. 1995: 194  [2023-07-16]. ISBN 9780300055368.
10. ↑  James Wilson.  9th Edition. Cengage Learning. 2008: 21–22. ISBN 9780547212760.
11. 1 2  . The Library of Congress.   [2023-07-16]. （原始内容存档于2023-06-26）.
12. ↑  . 康奈尔法学院法律信息研究所. 康奈尔法学院 / 康奈尔大学.   [2023-07-16]. （原始内容存档于2023-08-07）.
13. ↑  . 美国国会图书馆.   [2023-07-17]. （原始内容存档于2023-07-17）.
14. ↑  . SparkNotes LLC.   [2023-07-17]. （原始内容存档于2023-07-17）.
15. ↑  Joseph F. Stoltz III. . Tennessee Historical Quarterly (Tennessee Historical Society). 2012, 71 (2): 112–127. JSTOR 42628249.
16. ↑  . 康奈尔法学院法律信息研究所. 康奈尔法学院 / 康奈尔大学.   [2023-07-17]. （原始内容存档于2021-08-14）.
17. ↑  . 历史频道. A+E电视网. 2021-11-16  [2023-07-17]. （原始内容存档于2023-07-17）.
18. ↑  . Federalism in America: An Encyclopedia. Center for the Study of Federalism. 2019-10-18  [2023-07-17]. （原始内容存档于2023-01-31）.

### 文献
- Gerston, Larry N.  2nd Edition. M.E.Sharpe. 2007. ISBN 9780765616715 （英语）.

- LaCroix, Alison L. . Harvard University Press. 2010. ISBN 9780674048867 （英语）.

- Lowi, Theodore J.  2nd Edition. University of Oklahoma Press. 1996. ISBN 9780806128870 （英语）.

- Taylor, Jeff.  2nd Edition. Lexington Books. 2013. ISBN 9780739186749 （英语）.

- Zavodnyik, Peter. . ABC-CLIO. 2011. ISBN 9780313392948 （英语）.

- Hafer, Catherine; Landa, Dimitri. . Quarterly Journal of Political Science. 2007, 2 (3): 253–275. CiteSeerX 10.1.1.485.7813 . doi:10.1561/100.00006001 （英语）.